# Economia de Guinea Equatorial
Aquest és un articles sobre l'economia de Guinea Equatorial. Guinea Equatorial és termes de renda per capita és el país més ric d'Àfrica, això s'ha produït només molt recentment. La descoberta i explotació de grans reserves de petroli i gas natural van contribuir per a un gran creixement de l'economia, però la fluctuació dels preus internacionals del petroli va produir grans variacions en la taxa de creixement del PIB en els últims anys.
Fins a 1996 la riquesa del país es basava en l'agricultura i pesca, amb productes com el cotó, cafè, la canya de sucre, diverses fruitas, etc. També depèn de la ramaderia, l'explotació de la fusta i dels minerals, en particular els metalls preciosos. Però el descobriment d'importants jaciments de petroli la va convertir en un dels principals exportadors de petroli, superant actualment la seva renda per capita a la de la seva antiga metròpoli, Espanya.
Abans de la independència Guinea Equatorial la producció de cacau va reportar grans ingressos al país. En 1950 aquesta producció ja l' hi havia permès tenir la major renda per capita de tota Àfrica, tal com ha succeït actualment amb la producció de petroli. El descobriment de grans reserves de petroli en 1996 i la seva explotació han comportat un espectacular augment dels ingressos governamentals. En 2004, Guinea Equatorial es va convertir en el tercer major productor de petroli de l'Àfrica subsahariana. La seva producció de petroli s'ha incrementat fins a 360.000 barrils de cru al dia, a partir de 220.000 només dos anys abans.
No obstant això, l'agricultura de subsistència és una de les activitats més esteses entre la població. Encara que la producció de cacau havia estat important en la Guinea Equatorial colonial, el descuit de l'economia rural sota els successius règims dictatorials ha disminuït el potencial per al creixement basat en l'agricultura. Tanmateix, el govern ha manifestat la seva intenció de reinvertir alguns dels beneficis del petroli en l'agricultura.
Un cert nombre de programes d'ajudes patrocinats pel Banc Mundial i el FMI van ser eliminats en 1993 a causa dels alts nivells de corrupció i mala administració. Des de 1996 Guinea Equatorial no és concessionària d'ajuda financera perquè el país posseeix enormes recursos procedents de la producció de petroli. No obstant això, la major part de la població del país té estàndards de vida molt baixos. La major part d'empreses i negocis són propietat d'alts càrrecs i funcionaris del govern o de les seves famílies. A més el país posseeix altres recursos pocs explotats com titani, mineral de ferro, manganès, urani o or al·luvial.
Quant a la pesca cal reconèixer els esforços que el Ministeri de Pesca i Medi ambient està duent a terme. Des de l'any 2004 s'està treballant per detenir les males pràctiques de pesca, tractant d'eliminar totalment la "pesca pirata" aplicant les regulacions i elements de control internacionals, tals com ICCAT i IMO.

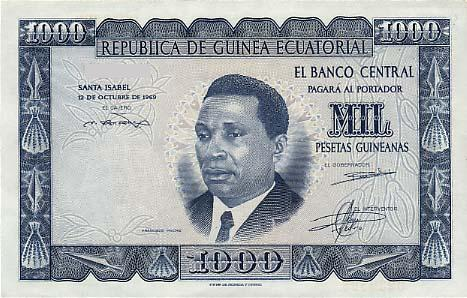
Bitllet de 1.000 pessetes de 1969

## Evolució de l'economia equatoguinenana

### Etapa d'administració espanyola
En l'etapa de l'administració espanyola va haver-hi un bon desenvolupament del PIB per habitant. En 1950, el PIB per habitant equatoguineà, amb 540 dòlars internacionals Geary-Khamis de 1990, era el 25,6% de l'espanyol.
En 1968, en atorgar Espanya la independència, aquest PIB per habitant va ser de 1.424 dòlars, sent el territori més ric d'Àfrica. El seu percentatge respecte a l'espanyol era un 25,5%. Com Espanya, va tenir en aquesta etapa (1950-68), un accelerat progrés econòmic, en mantenir-se el seu diferencial amb Guinea Equatorial, es prova que en aquest país també existia un fort desenvolupament (entre 1950 i 1975 Espanya va ser el 2n país del món que més va créixer després del Japó, arribant-se a taxes del 23% anual).

### Règim de terror de Macías
El Règim de Francisco Macías Nguema, va originar un esfondrament colossal entre 1969 i 1978. Fins i tot la caiguda de la població —que esmorteeix el descens del PIB per habitant— es va deure a una fugida massiva provocada per la brutalitat d'aquell règim.

### Etapa d'Obiang

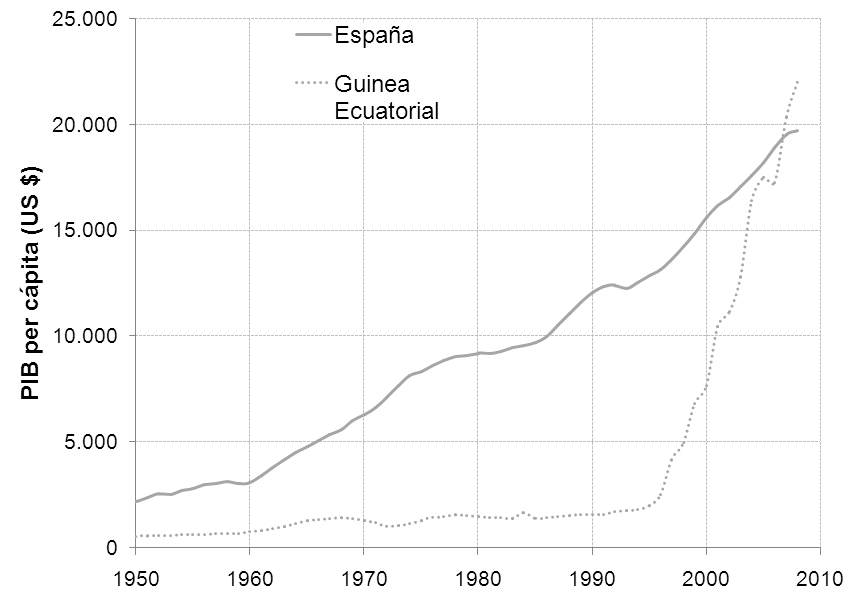
Comparació del PIB per capita nominal de Guinea Equatorial i Espanya

La recuperació va aparèixer en l'etapa de la presidència de Teodoro Obiang Nguema, que en l'econòmic va tenir tres parts: la presidida per la reorganització del nkuele a l'àrea de la pesseta (1979-84); després, l'ingrés de Guinea Equatorial a l'àrea del franc CFA, que va donar pas, en 1995, a l'etapa de l'explosió petrolífera fins a l'actualitat.

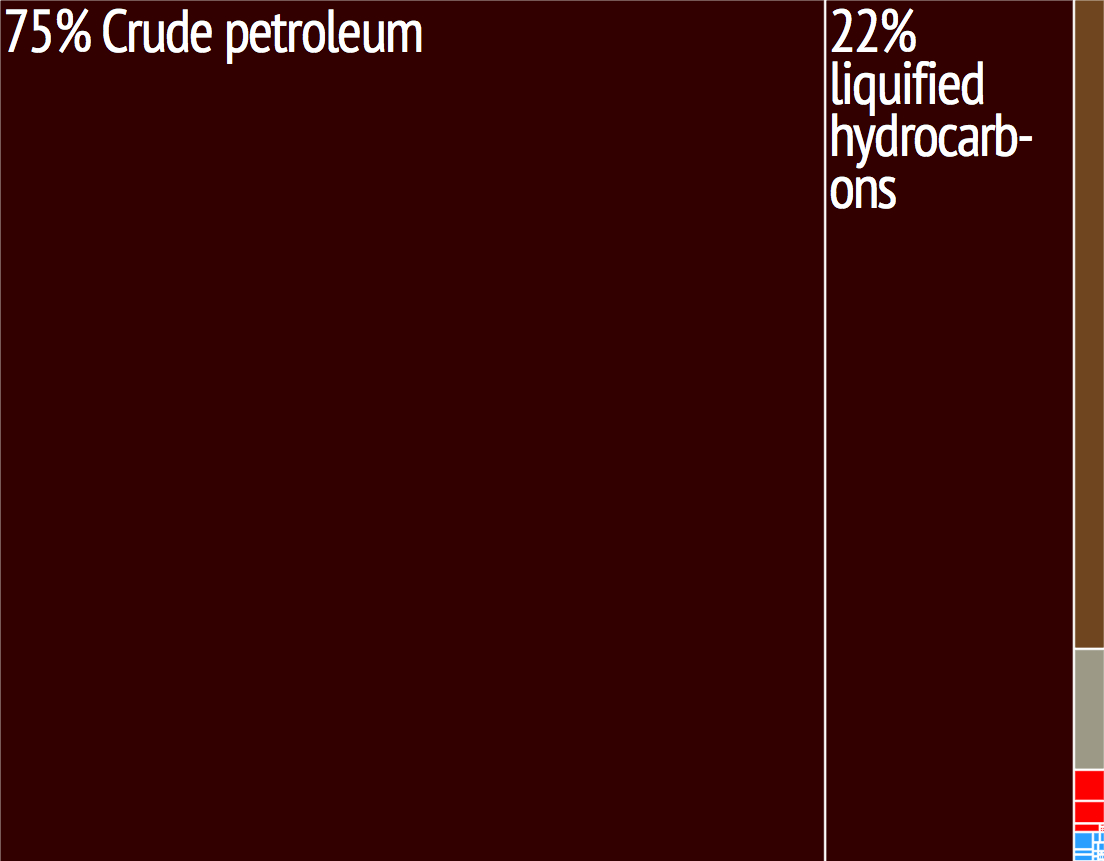
Arbre d'exportacions de Guinea Equatorial, 2009

Amb l'explotació de jaciments petrolífers — l'exportació de barrils per habitant és similar a la de Kuwait — la renda per capita ha augmentat espectacularment, encara que la riquesa es queda en mans d'una minoria, en la seva majoria, propietat del clan al govern o de companyies internacionals. L'evolució del PIB — una de les més altes del món — provocada per l'alça per l'extracció de les empreses petrolieres que allí tenen concessions no sembla marxar paral·lela amb el benestar material dels seus habitants.
El guineà mitjà era ocupat en l'agricultura de subsistència i podia apreciar poc el boom econòmic al país. Els diners en efectiu es guanyen per la venda de productes agrícoles o pel treball en plantacions de cacau i cafè o en la recollida de fusta. També es practiquen bastant la caça i recol·lecció.
- Producció agrícola: Cacau (aprox. 3.000 tones), cafè (aprox. 100 tones) i productes locals de primera necessitat. Producció extensiva de fusta.
- Ramaderia: Escassa.
- Pesca: 2.300 tones (1996)
- Mineria: Petroli i or fluvial.
- Indústria: Petroli.
- Turisme: Pràcticament inexistent.

### Evasió de capitals i informe del senat nord-americà
Un informe del Senat dels Estats Units de 2004 exposa que el Riggs Bank va ajudar alts càrrecs de Guinea Equatorial a robar centenars de milions de dòlars procedents dels ingressos del petroli. El Subcomitè Permanent de Recerques del Senat (Senate Permanent Subcommittee on Investigations) va trobar proves clares de corrupció que involucraven alts càrrecs de Guinea Equatorial. En aquest informe es revela que el Riggs Bank va ajudar a membres del govern del país a desviar ingressos del petroli a comptes destinats a ells en sucursals de Washington. Igualment Guinea Equatorial ha estat denunciat pel Departament d'Estat dels Estats Units per abusos als drets humans, corrupció galopant i desviament dels ingressos del petroli a alts càrrecs del govern. Des de 1995 a 2004, el Riggs Bank va supervisar almenys 60 comptes corrents que contenien uns 700 milions de dòlars, la qual cosa feia de Guinea Equatorial el seu major client particular. Diverses de les quantes pertanyien al govern, mentre que altres eren comptes privats del president Teodoro Obiang Nguema, altres càrrecs governamentals i les seves famílies. L'informe del Senat estatunidenc diu que milions de dòlars en comptes governamentals, que haurien d'haver ajudat als empobrits equatoguineans, van ser evadits, amb l'ajuda del Riggs Bank.
L'informe descriu un incident en el qual un empleat de banc que administrava comptes de Guinea Equatorial, Simon Kareri, portava una maleta de 27 kg amb 3 milions de dòlars en efectiu embolicats en plàstic al Riggs's Dupont Circle branch per fer un dipòsit en el compte del president Obiang. Kareri, que va ser acomiadat al gener, va rebutjar testimoniar en l'audiència del senat sobre l'assumpte. Els senadors que van investigar diverses irregularitats van informar que cap empleat del banc va manifestar mai transaccions financeres de dubtós origen procedents de Guinea Equatorial. Lawrence Herbert, president i cap executiu del Riggs Bank va lamentar la falta d'un sistema de control intern per identificar aquesta activitat sospitosa, una autoexculpació que el senador demòcrata Carl Levin va considerar simplement ridícula:
| « | En primer lloc Sr. Hebert, vostè no necessita un sistema informàtic per adonar-se d'activitat sospitosa quan vostè té seixanta lliures en efectiu que són portades a peu a la porta de la sucursal en una maleta | » |

El mateix senador va criticar als reguladors bancaris per no fer prou per supervisar aquestes responsabilitats. El Riggs Bank va ser multat amb una multa rècord pels reguladors bancaris federals per haver deixat d'informar injustificadament sobre transaccions sospitoses procedents de Guinea Equatorial, al maig de 2004.
Guinea equatorial va respondre amb un irrisorio informe de 82 punts afirmant que el Senat havia estat "engalipat" per "grups de pressió" (lobbying groups), esmentant específicament un contracte de 40 mil dòlars entre un grup de pressió i Severo Moto Nsá, capdavanter opositor autoexiliat que usa el seu website per fer acusacions contra Obiang. La refutació del govern de Guinea Equatorial també manifestava que els pagaments a membres del govern descoberts des de comptes governamentals no eren il·legals.

## Distribució de la renda
Guinea Equatorial és el país amb major repta per capita d'Àfrica, amb uns 29.000 dòlars de renda per capita nominal, molt per sobre dels següents països amb major renda a Àfrica, que amb prou feines superen per poc 10 mil dòlars per capita. Aquest increment s'ha degut fonamentalment al descobriment i explotació de petroli al seu territori. No obstant això, és un dels països més desigualitaris perquè aquest increment de la renda ha anat a parar pràcticament al 10 o 15% de persones del país, que configuren el grup de suport a la plutocràcia que dirigeix el país. Aquesta inequitativa es reflecteix en el baix índex de desenvolupament humà, més baix que molts països del nord d'Àfrica que tenen una renda per capita de gairebé 10 vegades inferior a la de Guinea Equatorial.
Actualment, el petroli també guia les relacions de les velles colònies colonitzadores europees. A pesar que el país està governat per una dictadura (en la dècada de 2000 a 2010 diverses vegades ha estat entre els deu països amb règims més repressius). Els successius governs d'Espanya han fet declaracions de suport a la "democràcia" a Guinea Equatorial, ja que Repsol té importants interessos econòmics al país. Igualment les relacions entre Guinea Equatorial i França són bones malgrat el seu pèssim acompliment en matèria de drets humans.